# Pycna repanda
Pycna repanda is een insect dat behoort tot de cicaden (Auchenorrhyncha) en de familie Cicadidae.

## Kenmerken
Het gedrongen, bruine lichaam bevat een brede kop met bolle ogen en korte antennen. De grote voorvleugels hebben een bruinwit vlekkenpatroon, de achtervleugels zijn kleiner en zijn lichtbruin met een iets donkere bovenzijde. Het achterlijf van het mannetje dient als klankkast.

## Verspreiding en leefgebied
Deze soort komt voor in India in bossen en parken.